# Gonia brevipulvilli
Gonia brevipulvilli är en tvåvingeart som beskrevs av Tothill 1924. Gonia brevipulvilli ingår i släktet Gonia och familjen parasitflugor. Inga underarter finns listade i Catalogue of Life.